# Metten Fleischwaren
Die Metten Fleischwaren GmbH & Co. KG ist ein mittelständischer Wurstwarenhersteller mit Sitz in Finnentrop im Sauerland (Nordrhein-Westfalen). Zur Metten-Gruppe gehört neben der Metten Fleischwaren GmbH & Co. KG auch die Biggetaler Fleischwaren GmbH.

## Geschichte

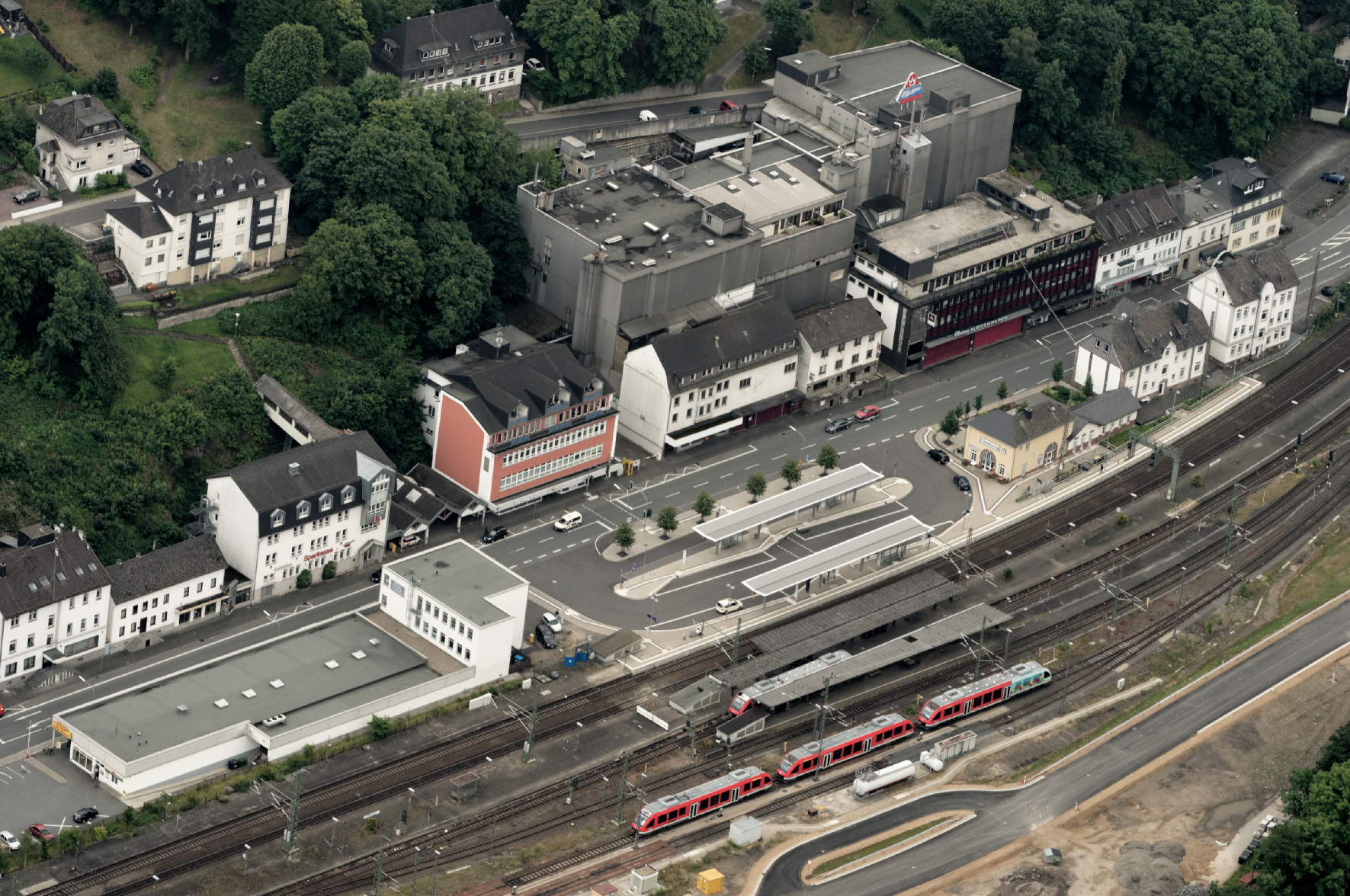
Ehemaliger Hauptsitz in Finnentrop gegenüber dem Bahnhof

Das Familienunternehmen wurde 1902 als Landmetzgerei von Wilhelm Metten sen. in Finnentrop gegründet. Wilhelm Metten jun. übernahm 1933 die Metzgerei von seinem Vater und begann, die Metzgerei zu einem Industriebetrieb auszubauen. Bekannt war die Firma Metten zu dieser Zeit besonders für ihren Knochenschinken, der in einem ursprünglich für Luftschutzzwecke ausgebauten Felsstollen reifte.
In den 1960er Jahren trat mit Peter und Ulrich Metten die dritte Generation in das Unternehmen ein.

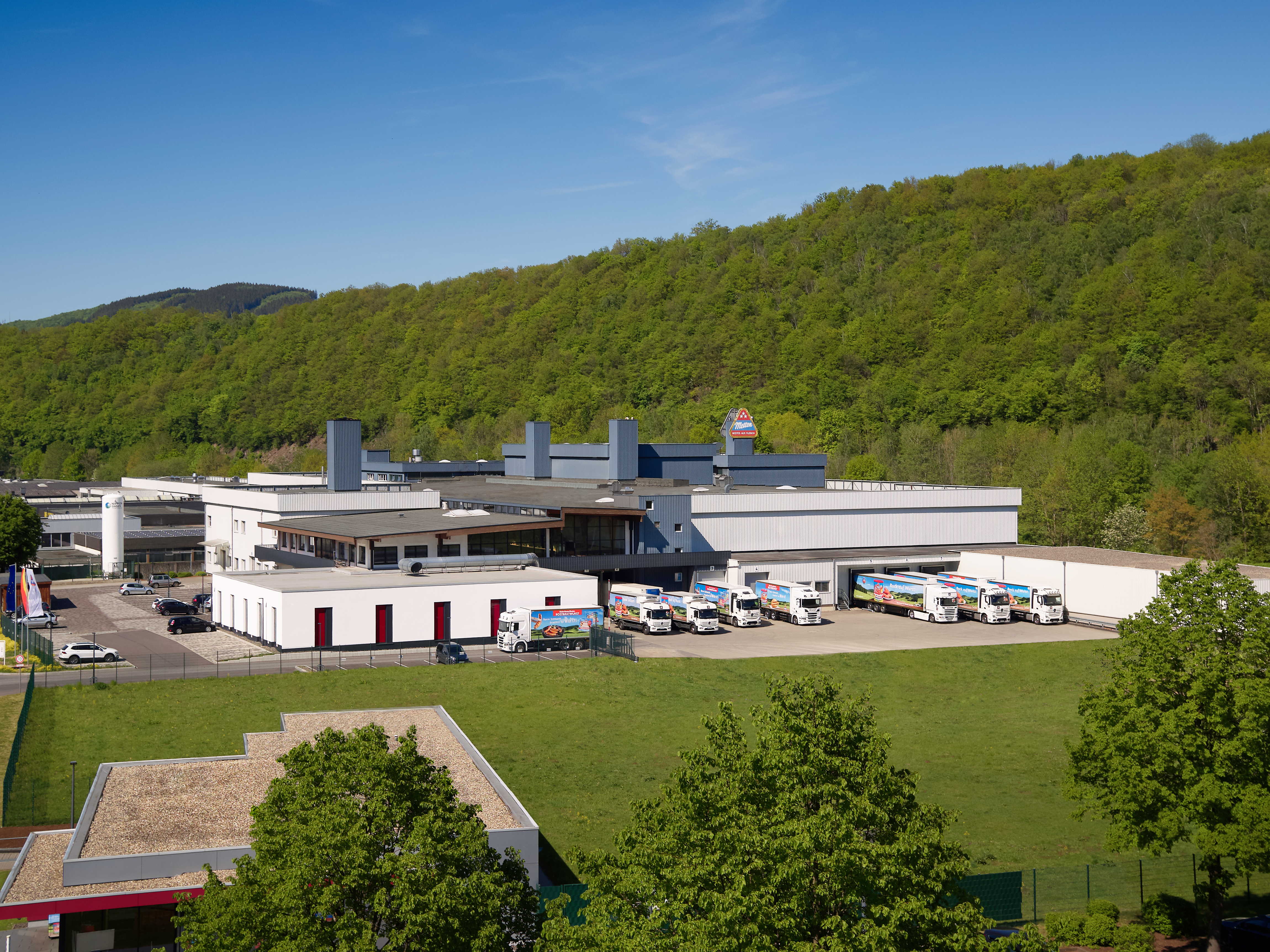
Heutiges Produktions-Gebäude im Industriegebiet Frielentrop

1990 erhielt Metten die Zulassung als europäischer Verarbeitungsbetrieb für Fleischerzeugnisse (DE EV 356 EG) und nahm die 1. Baustufe des Werkes im Industriegebiet Frielentrop mit Fleischzerlegung, Rohwurstproduktion und Tiefkühllager in Betrieb. 2003 stellte das Unternehmen die eigene Schlachtung ein. 2008 erfolgte der Ausbau und die Modernisierung der Anlagen mit anschließendem Umzug der Produktion in das Werk nach Finnentrop-Frielentrop.
2009 trat mit Tobias Metten die vierte Generation der Familie in das Unternehmen ein.
Seit 2011 betreibt das Unternehmen einen Werksverkauf mit Mittagstisch und Snackbar. 2014 wurde ein Blockheizkraftwerk errichtet. In den Jahren 2017/18 wurde das Werk für 2,1 Millionen Euro um ein Sozialgebäude erweitert.

## Wurstkartell
Im Juli 2014 verhängte das Bundeskartellamt gegen Metten wegen illegaler Preisabsprachen einen hohen sechsstelligen Betrag als Geldbuße (sog. Wurstkartell). Laut Bundeskartellamt belegen zahlreiche Aussagen und Unterlagen, dass ein tradiertes „Grundverständnis“ existierte, sich regelmäßig über Forderungen von Preiserhöhungen zu verständigen. Dabei kam es zwischen verschiedenen Wurstherstellern zu konkreten Absprachen, gemeinsam Preiserhöhungen gegenüber dem Einzelhandel durchzusetzen. Die Absprachen erfolgten größtenteils telefonisch, sei es durch wechselseitige Anrufe oder organisierte Rundrufe. Aufgrund der Heterogenität der Produkte (verschiedene Wurstsorten, unterschiedliche Packungsgrößen etc.) war es nicht möglich, konkrete Einzelpreise festzulegen, so dass man sich über Preisspannen für Produktgruppen (Roh-, Brüh-, Kochwurst und Schinken) abstimmte. Im Ergebnis konnten höhere Preisforderungen gegenüber dem Einzelhandel auf der Basis der Kartellvereinbarung durchgesetzt werden.

## Produktsortiment

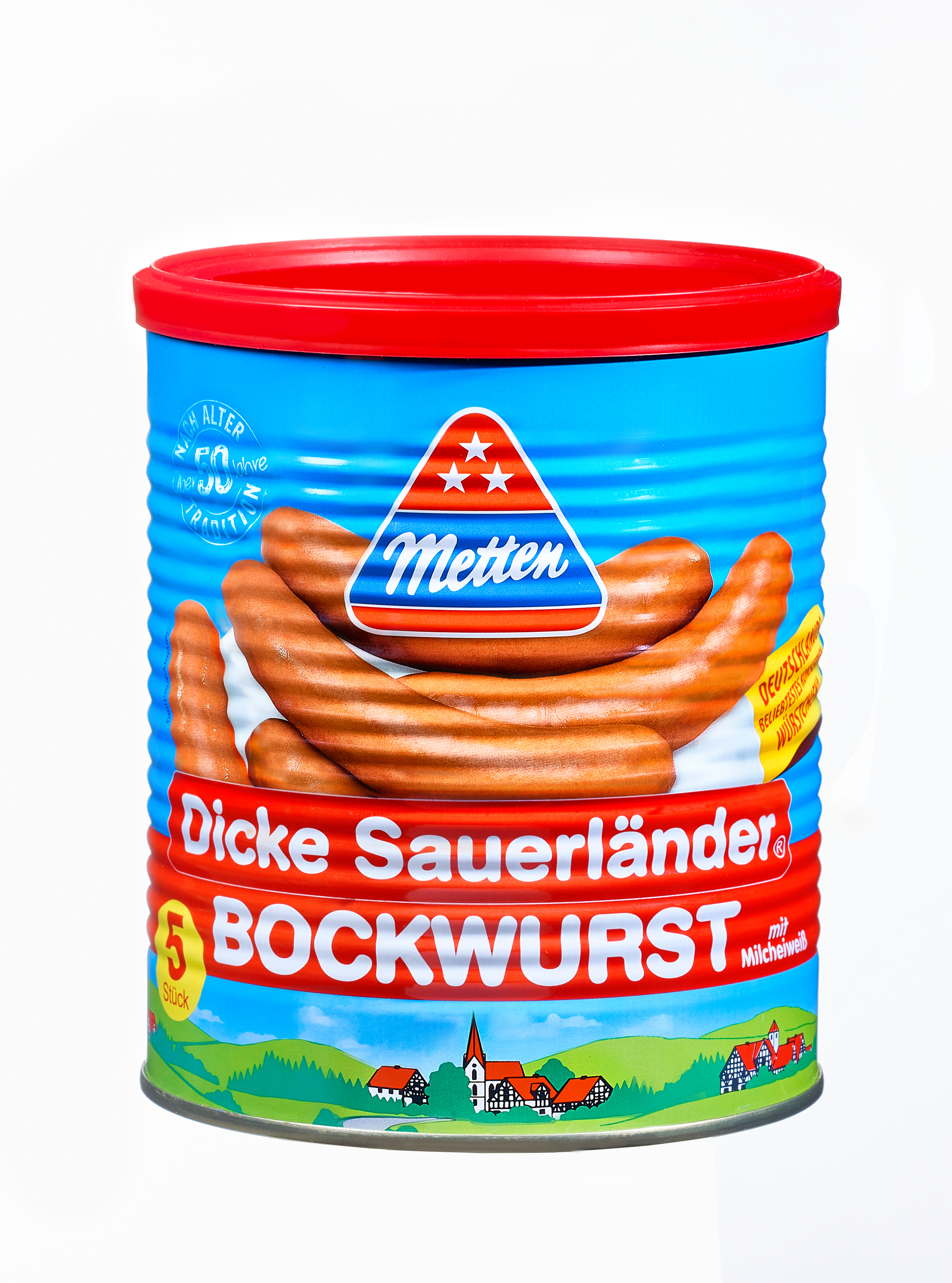
„Dicke Sauerländer“ Bockwurst 5x80g Dose

Metten Fleischwaren hat ein Sortiment mit über 100 Produkten aus den Bereichen Aspik, Rohwurst, Braten und Schinken, Brühwurst sowie Konserven. Vertrieben werden die Produkte über den Lebensmitteleinzelhandel, den Fleischwaren-Fachgroßhandel und den Discounthandel. Der Anteil der SB-Produkte am Gesamtabsatz liegt bei etwa 75 % (inkl. Konserven). 25 % der Produkte werden über die Bedienungstheke verkauft. Auf den Export entfallen ca. 10 % des Umsatzes.
Bekanntestes Produkt des Unternehmens ist die seit über 50 Jahren handgefertigte „Dicke Sauerländer“-Bockwurst. Über 10 Mio. Dosen „Dicke Sauerländer“-Bockwurst mit fünf Würstchen à 80 g verlassen pro Jahr das Werk in Finnentrop, was etwa 4000 Tonnen Wurst entspricht. Seit 2015 wird auch die Metten-Rostbratwurst unter der Dachmarke „Dicke Sauerländer“ vertrieben. Zudem produziert die Metten-Gruppe zahlreiche gekühlt haltbare SB-Artikel als Eigenmarken für den Lebensmitteleinzelhandel.

## Auszeichnungen
- „Landesehrenpreis für Lebensmittel 2023“ des Ministeriums für Landwirtschaft und Verbraucherschutz des Landes Nordrhein-Westfalen[15]
- „Preis für langjährige Produktqualität – Schinken und Wurst 2024“ der Deutschen Landwirtschafts-Gesellschaft-[16]